# 小行星9318
小行星9318是一颗围绕太阳公转的小行星。1988年9月6日，亨利·德波鸿诺在拉西拉天文台发现了此天体。
这颗小行星的绝对星等为260.3130427002843等。